# Tunisie aux Jeux olympiques d'été de 2016
La Tunisie participe aux Jeux olympiques d'été de 2016 à Rio de Janeiro au Brésil du 5 au 21 août 2016. Il s'agit de sa 14e participation à des Jeux d'été.

## Médaillés
| Sport                   | Discipline         | Athlète(s)       | Performance | Date    |
| Médailles de bronze : 3 |                    |                  |             |         |
| Escrime                 | Fleuret individuel | Inès Boubakri    | 15-11       | 10 août |
| Lutte                   | Moins de 58 kg     | Marwa Amri       | 6-3         | 17 août |
| Taekwondo               | Moins de 80 kg     | Oussama Oueslati | 14-5        | 20 août |

| Sport     |   |   |   | Total |
| Escrime   | 0 | 0 | 1 | 1     |
| Lutte     | 0 | 0 | 1 | 1     |
| Taekwondo | 0 | 0 | 1 | 1     |
| Total     | 0 | 0 | 3 | 3     |

| Jour    |   |   |   | Total |
| 10 août | 0 | 0 | 1 | 1     |
| 17 août | 0 | 0 | 1 | 1     |
| 20 août | 0 | 0 | 1 | 1     |
| Total   | 0 | 0 | 3 | 3     |

## Résultats par épreuve

### Athlétisme
Sept athlètes tunisiens ont atteint le minima A et se sont qualifiés pour les épreuves d'athlétisme.
| Athlète         | Compétition     | Qualifications | Qualifications | Finale          | Finale |
| Athlète         | Compétition     | Temps          | Rang           | Temps           | Rang   |
| --------------- | --------------- | -------------- | -------------- | --------------- | ------ |
| Habiba Ghribi   | 3 000 m steeple | 9 min 18 s 71  | 4              | 9 min 28 s 75 s | 12     |
| Amor Ben Yahia  | 3 000 m steeple | 8 min 23 s 12  | 4              | Disqualifié     | -      |
| Mohamed Sghaïer | 400 m haies     | 50 s 18        | 35             | -               | -      |
| Hassanine Sebei | 20 km marche    | -              | -              | 1 h 34 min 44 s | 36     |
| Chahinez Nasri  | 20 km marche    | -              | -              | 1 h 42 min 57 s | 60     |
| Wissem Hosni    | Marathon        | -              | -              | Abandon         | -      |
| Atef Saad       | Marathon        | -              | -              | 2 h 19 min 50 s | 62     |

### Aviron
Trois rameurs tunisiens sont qualifiés pour deux épreuves : Nour El Houda Ettaieb et Khadija Krimi (LW2X dames) et Mohamed Taieb (skiff hommes).
Légende: FA = finale A (médaille) ; FB = finale B (pas de médaille) ; FC = finale C (pas de médaille) ; FD = finale D (pas de médaille) ; FE = finale E (pas de médaille) ; FF = finale F (pas de médaille) ; SA/B = demi-finales A/B ; SC/D = demi-finales C/D ; SE/F = demi-finales E/F ; QF = quarts de finale; R = repêchage
| Athlète                             | Compétition                        | Séries        | Séries | Repêchage     | Repêchage | Quarts de finale | Quarts de finale | Demi-finales  | Demi-finales | Finale        | Finale |
| Athlète                             | Compétition                        | Temps         | Rang   | Temps         | Rang      | Temps            | Rang             | Temps         | Rang         | Temps         | Rang   |
| ----------------------------------- | ---------------------------------- | ------------- | ------ | ------------- | --------- | ---------------- | ---------------- | ------------- | ------------ | ------------- | ------ |
| Mohamed Taieb                       | Skiff hommes                       | 7 min 37 s 95 | 4 R    | 7 min 27 s 18 | 4 SE/F    | exempt           | exempt           | 8 min 2 s 5   | 2 FE         | 7:53.36       | 27     |
| Nour El Houda Ettaieb Khadija Krimi | Deux de couple poids légers femmes | 7 min 43 s 33 | 5 R    | 8 min 33 s 49 | 6 SC/D    | NC               | NC               | 8 min 29 s 45 | 4 FD         | 7 min 56 s 26 | 20     |

### Beach-volley
La Tunisie est représentée par Mohamed Arafet Naceur et Choaib Belhaj Salah.
| Athlète                                             | Compétition | Tour préliminaire | Classement | 1/8 de finale       | Quarts de finale    | Demi-finale         | Finale              | Finale |
| Athlète                                             | Compétition | Adversaire Résultat                                                                                                  | Classement | Adversaire Résultat | Adversaire Résultat | Adversaire Résultat | Adversaire Résultat | Rang   |
| --------------------------------------------------- | ----------- | --- | ---------- | ------------------- | ------------------- | ------------------- | ------------------- | ------ |
| Mohamed Arafet Naceur (en) Choaib Belhaj Salah (en) | Hommes      | Poule C Lucena (en) – Dalhausser P 0 – 2 Nicolai – Lupo P 0 – 2 (14-21 ; 17-21) Virgen (en) – Ontiveros (en) P 0 – 2 | -          | -                   | -                   | -                   | -                   | -      |

### Boxe
Deux boxeurs seulement ont obtenu difficilement leur billet pour les Jeux olympiques lors du tournoi préolympique de Yaoundé.
| Athlète              | Compétition     | 1/16 de finale              | 1/8 de finale           | Quarts de finale | Demi-finales     | Finale           | Finale |
| Athlète              | Compétition     | Adversaire Score            | Adversaire Score        | Adversaire Score | Adversaire Score | Adversaire Score | Rang   |
| -------------------- | --------------- | --------------------------- | ----------------------- | ---------------- | ---------------- | ---------------- | ------ |
| Bilel Mhamdi (en)    | Coqs (-56 kg)   | Inkululeko Suntele (en) 3-0 | Alberto Melián (en) 0-3 | -                | -                | -                | -      |
| Hassen Chaktami (en) | Lourds (-91 kg) | -                           | Clemente Russo 0-3      | -                | -                | -                | -      |

### Canoë-kayak (course en ligne)
| Athlète            | Compétition     | Séries        | Séries | Demi-finale   | Demi-finale | Finale B | Finale B | Finale A | Finale A |
| Athlète            | Compétition     | Temps         | Rang   | Temps         | Rang        | Temps    | Rang     | Temps    | Rang     |
| ------------------ | --------------- | ------------- | ------ | ------------- | ----------- | -------- | -------- | -------- | -------- |
| Khaled Bargaoui    | C1 200 mètres   | 42 s 49       | 25     | -             | -           | -        | -        | -        | -        |
| Mohamed Ali Mrabet | K1 1 000 mètres | 3 min 35 s 08 | 16     | 3 min 43 s 14 | 8           | -        | -        | -        | -        |
| Afef Ben Ismaïl    | K1 500 mètres   | 2 min 08 s 17 | 26     | -             | -           | -        | -        | -        | -        |

### Cyclisme
Cyclisme sur route
| Athlète     | Compétition            | Temps | Rang |
| ----------- | ---------------------- | ----- | ---- |
| Ali Nouisri | Course en ligne hommes | DNF   | -    |

### Escrime
Cinq escrimeurs tunisiens participent aux olympiades. Quatre d'entre eux se sont qualifiés grâce à leur classement olympique alors que Farès Ferjani s'est qualifié au tournoi zonal.
| Athlète               | Compétition        | 1/32 de finale   | 1/16 de finale           | 1/8 de finale             | Quarts de finale     | Demi-finales            | Finale/Petite finale | Rang |
| Athlète               | Compétition        | Adversaire Score | Adversaire Score         | Adversaire Score          | Adversaire Score     | Adversaire Score        | Adversaire Score     | Rang |
| --------------------- | ------------------ | ---------------- | ------------------------ | ------------------------- | -------------------- | ----------------------- | -------------------- | ---- |
| Sarra Besbes          | Épée individuelle  | -                | Rayssa Costa (en) 15-8   | Erika Kirpu 15-11         | Sun Yiwen 11-14      | -                       | -                    | -    |
| Inès Boubakri         | Fleuret individuel | -                | Noura Mohamed 15-4       | Shiho Nishioka 15-10      | Eleanor Harvey 15-13 | Elisa Di Francisca 9-12 | Aida Shanayeva 15-11 |      |
| Azza Besbes           | Sabre individuel   | -                | Sabina Mikina (en) 15-12 | Małgorzata Kozaczuk 15-12 | Manon Brunet 14-15   | -                       | -                    | -    |
| Mohamed Ayoub Ferjani | Fleuret individuel | -                | James-Andrew Davis 7-15  | -                         | -                    | -                       | -                    | -    |
| Farès Ferjani         | Sabre individuel   | -                | Aldo Montano 11-15       | -                         | -                    | -                       | -                    | -    |

### Haltérophilie
| Athlète        | Épreuve        | Rang | Groupe | Poids  | Arraché (kg) | Arraché (kg) | Arraché (kg) | Arraché (kg) | Épaulé-jeté (kg) | Épaulé-jeté (kg) | Épaulé-jeté (kg) | Épaulé-jeté (kg) | Total |
| Athlète        | Épreuve        | Rang | Groupe | Poids  | 1            | 2            | 3            | Résultat     | 1                | 2                | 3                | Résultat         | Total |
| -------------- | -------------- | ---- | ------ | ------ | ------------ | ------------ | ------------ | ------------ | ---------------- | ---------------- | ---------------- | ---------------- | ----- |
| Karem Ben Hnia | Moins de 69 kg | NC   | A      | 68.87  | -            | -            | -            | 147          | -                | -                | -                | 0                | 0     |
| Yosra Dhieb    | Plus de 75 kg  | 11   | B      | 120.06 | -            | 106          | 111          | 111          | 133              | 138              | -                | 138              | 249   |

### Handball
La Tunisie a qualifié son équipe de handball masculine de quatorze joueurs :
| Sélectionneur            | Sélectionneur         | Hafedh Zouabi            | Hafedh Zouabi | Hafedh Zouabi               |
| N°                       | Nom                   | Date de naissance et âge | Sél. (buts)   | Club                        |
| Gardiens de but          |                       |                          |               |                             |
| 1                        | Makram Missaoui       | 14 février 1981          | 145 (0)       | Club africain               |
| 12                       | Marouène Maggaiez     | 28 juillet 1983          | 173 (3)       | Espérance sportive de Tunis |
| Ailiers                  |                       |                          |               |                             |
| 4                        | Aymen Toumi           | 11 juillet 1990          | 71 (123)      | HBC Nantes                  |
| 21                       | Oussema Boughanmi     | 5 février 1990           | 100 (424)     | Tremblay-en-France Handball |
| 23                       | Oussama Hosni         | 17 septembre 1990        | 46 (51)       | Club africain               |
| Arrières et demi-centres |                       |                          |               |                             |
| 8                        | Mohamed Jilani Maaref | 27 octobre 1991          | 33 (39)       | Club africain               |
| 9                        | Amine Bannour         | 21 février 1990          | 100 (299)     | Club africain               |
| 17                       | Wael Jallouz          | 3 août 1991              | 102 (257)     | FC Barcelone                |
| 19                       | Mosbah Sanai          | 26 mars 1991             | 59 (147)      | El Jaish SC                 |
| 25                       | Sobhi Saïed           | 26 septembre 1982        | 143 (311)     | Étoile sportive du Sahel    |
| 27                       | Aymen Hammed          | 26 juillet 1983          | 111 (375)     | Espérance sportive de Tunis |
| 39                       | Mohamed Soussi        | 17 janvier 1993          | 43 (49)       | Club africain               |
| Pivot                    |                       |                          |               |                             |
| 6                        | Issam Tej             | 29 juillet 1979          | 304 (797)     | El Jaish SC                 |
| 31                       | Marouan Chouiref      | 27 mai 1990              | 91 (100)      | Tremblay-en-France Handball |
| Remplaçant               |                       |                          |               |                             |
| 15                       | Khaled Haj Youssef    | 12 janvier 1989          | ? (?)         | Club africain               |

Les résultats de la poule de la Tunisie sont :
|   | Équipe    | Pts | J | G | N | P | Bp  | Bc  | Diff |
| - | --------- | --- | - | - | - | - | --- | --- | ---- |
| 1 | France    | 8   | 5 | 4 | 0 | 1 | 152 | 126 | 26   |
| 2 | Croatie   | 8   | 5 | 4 | 0 | 1 | 147 | 134 | 13   |
| 3 | Danemark  | 6   | 5 | 3 | 0 | 2 | 136 | 127 | 9    |
| 4 | Qatar     | 5   | 5 | 2 | 1 | 2 | 122 | 127 | -5   |
| 5 | Argentine | 2   | 5 | 1 | 0 | 4 | 110 | 126 | -16  |
| 6 | Tunisie   | 1   | 5 | 0 | 1 | 4 | 118 | 145 | -27  |

|  | Qualifié pour les quarts de finale                                                                                     |
|  | Éliminé |
|  | Pts points ; J joués ; G victoires ; N nuls ; P défaites BP buts marqués ; BC buts encaissés ; Diff différence de buts |

Le détail des rencontres de l'équipe de Tunisie est le suivant :
| 8 août 2016 00 h 50 CEST | France        | 25-23   | Tunisie      | Future Arena, Rio de Janeiro Arbitrage : Lars Geipel et Marcus Helbig |
| 8 août 2016 00 h 50 CEST | Mahé (5 buts) | (16-11) | Tej (6 buts) | Future Arena, Rio de Janeiro Arbitrage : Lars Geipel et Marcus Helbig |
| 8 août 2016 00 h 50 CEST | ×3 ×1 ×0      | Rapport | ×4 ×6 ×0     | Future Arena, Rio de Janeiro Arbitrage : Lars Geipel et Marcus Helbig |

| 9 août 2016 19 h 40 CEST | Tunisie          | 23-31   | Danemark                   | Future Arena, Rio de Janeiro Arbitrage : Rogerio Pinto et Nilson Menezes |
| 9 août 2016 19 h 40 CEST | Jallouz (5 buts) | (10-17) | Mortensen et Svan (8 buts) | Future Arena, Rio de Janeiro Arbitrage : Rogerio Pinto et Nilson Menezes |
| 9 août 2016 19 h 40 CEST | ×1 ×2 ×1         | Rapport | ×3 ×0                      | Future Arena, Rio de Janeiro Arbitrage : Rogerio Pinto et Nilson Menezes |

| 11 août 2016 14 h 30 CEST | Tunisie            | 25-25   | Qatar                   | Future Arena, Rio de Janeiro Arbitrage : Mads Hansen et Martin Gjeding |
| 11 août 2016 14 h 30 CEST | Boughanmi (8 buts) | (12-11) | Rafael Capote (12 buts) | Future Arena, Rio de Janeiro Arbitrage : Mads Hansen et Martin Gjeding |
| 11 août 2016 14 h 30 CEST | ×2 ×6 ×0           | Rapport | ×2 ×5 ×0                | Future Arena, Rio de Janeiro Arbitrage : Mads Hansen et Martin Gjeding |

| 14 août 2016 2 h 50 CEST | Argentine                 | 23-21   | Tunisie            | Future Arena, Rio de Janeiro Arbitrage : Bonok Koo et Seok Lee |
| 14 août 2016 2 h 50 CEST | Federico Pizarro (7 buts) | (14-10) | Boughanmi (8 buts) | Future Arena, Rio de Janeiro Arbitrage : Bonok Koo et Seok Lee |
| 14 août 2016 2 h 50 CEST | ×3 ×5 ×0                  | Rapport | ×4 ×1              | Future Arena, Rio de Janeiro Arbitrage : Bonok Koo et Seok Lee |

| 16 août 2016 00 h 50 CEST | Croatie          | 41-26   | Tunisie            | Future Arena, Rio de Janeiro Arbitrage : Yalatima Coulibaly et Mamoudou Diabate |
| 16 août 2016 00 h 50 CEST | Karačić (9 buts) | (25-10) | Boughanmi (7 buts) | Future Arena, Rio de Janeiro Arbitrage : Yalatima Coulibaly et Mamoudou Diabate |
| 16 août 2016 00 h 50 CEST | ×2 ×4 ×0         | Rapport | ×1 ×0              | Future Arena, Rio de Janeiro Arbitrage : Yalatima Coulibaly et Mamoudou Diabate |

### Judo
| Athlète            | Compétition           | 1/16 de finale      | 1/8 de finale        | Quarts de finale      | Demi-finales        | Repêchage           | Finale pour la médaille de bronze | Finale              | Finale |
| Athlète            | Compétition           | Adversaire Résultat | Adversaire Résultat  | Adversaire Résultat   | Adversaire Résultat | Adversaire Résultat | Adversaire Résultat               | Adversaire Résultat | Rang   |
| ------------------ | --------------------- | ------------------- | -------------------- | --------------------- | ------------------- | ------------------- | --------------------------------- | ------------------- | ------ |
| Faïcel Jaballah    | Plus de 100 kg hommes | Barna Bor Os1-101   | -                    | -                     | -                   | -                   | -                                 | -                   | -      |
| Houda Miled        | Moins de 70 kg femmes | Sally Conway 0-100  | -                    | -                     | -                   | -                   | -                                 | -                   | -      |
| Hela Ayari         | Moins de 52 kg femmes | -                   | Érika Miranda 0-100  | -                     | -                   | -                   | -                                 | -                   | -      |
| Nihel Cheikhrouhou | Plus de 78 kg femmes  | -                   | Larisa Cerić Os2-Os3 | Émilie Andéol Os2-Os1 | -                   | Kayra Sayit 1-1000  | -                                 | -                   | -      |

### Lutte
Quatre lutteurs tunisiens participent aux Jeux olympiques après le forfait de Slim Trabelsi.
| Athlète               | Compétition    | Qualifications           | 1/8 de finale             | Quarts de finale    | Demi-finales        | Repêchage 1         | Repêchage 2              | Finale pour la médaille de bronze | Finale              | Finale |
| Athlète               | Compétition    | Adversaire Résultat      | Adversaire Résultat       | Adversaire Résultat | Adversaire Résultat | Adversaire Résultat | Adversaire Résultat      | Adversaire Résultat               | Adversaire Résultat | Rang   |
| --------------------- | -------------- | ------------------------ | ------------------------- | ------------------- | ------------------- | ------------------- | ------------------------ | --------------------------------- | ------------------- | ------ |
| Lutte libre           |                |                          |                           |                     |                     |                     |                          |                                   |                     |        |
| Mohamed Saadaoui (en) | Moins de 86 kg | Alireza Karimi 0-3       | -                         | -                   | -                   | -                   | -                        | -                                 | -                   | -      |
| Radhouane Chebbi      | Plus de 125 kg | Diaaeldin Kamal (en) 0-4 | -                         | -                   | -                   | -                   | -                        | -                                 | -                   | -      |
| Marwa Amri            | Moins de 58 kg | -                        | Kaori Ichō 0-4            | -                   | -                   | -                   | Elif Jale Yeşilırmak 3-1 | Yuliya Ratkeviç 3-1               | -                   | -      |
| Hela Riabi            | Moins de 63 kg | -                        | Anastasija Grigorjeva 0-4 | -                   | -                   | -                   | -                        | -                                 | -                   | -      |

### Natation
| Athlète          | Compétition      | Séries         | Séries | Demi-finale | Demi-finale | Finale          | Finale |
| Athlète          | Compétition      | Temps          | Rang   | Temps       | Rang        | Temps           | Rang   |
| ---------------- | ---------------- | -------------- | ------ | ----------- | ----------- | --------------- | ------ |
| Oussama Mellouli | 10 000 m         | -              | -      | -           | -           | 1 h 53 min 06 s | 12     |
| Oussama Mellouli | 1 500 m          | 15 min 07 s 78 | 21     | -           | -           | -               | -      |
| Ahmed Mathlouthi | 400 m nage libre | 3 min 52 s     | 35     | -           | -           | -               | -      |
| Ahmed Mathlouthi | 200 m nage libre | 1 min 50 s 39  | 41     | -           | -           | -               | -      |
| Ahmed Mathlouthi | 200 m 4 nages    | 2 min 4 s 95   | 27     | -           | -           | -               | -      |

### Taekwondo
| Athlète               | Compétition    | Éliminatoires               | Quarts de finale      | Demi-finales     | Repêchage 1      | Repêchage 2 (bronze) | Finale           | Finale |
| Athlète               | Compétition    | Adversaire Score            | Adversaire Score      | Adversaire Score | Adversaire Score | Adversaire Score     | Adversaire Score | Rang   |
| --------------------- | -------------- | --------------------------- | --------------------- | ---------------- | ---------------- | -------------------- | ---------------- | ------ |
| Rahma Ben Ali         | Moins de 57 kg | Mayu Hamada (en) 0-9        | -                     | -                | -                | -                    | -                | -      |
| Oussama Oueslati      | Moins de 80 kg | Nikita Rafalovich (en) 11-8 | Liu Wei-ting (en) 1-0 | Cheick Cissé 6-7 | -                | Steven López 14-5    | -                | -      |
| Yassine Trabelsi (en) | Plus de 80 kg  | Rafael Alba Castillo 4-13   |                       |                  |                  |                      |                  |        |

### Tennis
| Athlète      | Compétition      | Premier tour                       | 1/16 de finale      | 1/8 de finale       | Quarts de finale    | Demi-finales        | Repêchage 1         | Repêchage 2         | Finale              | Finale |
| Athlète      | Compétition      | Adversaire Résultat                | Adversaire Résultat | Adversaire Résultat | Adversaire Résultat | Adversaire Résultat | Adversaire Résultat | Adversaire Résultat | Adversaire Résultat | Rang   |
| ------------ | ---------------- | ---------------------------------- | ------------------- | ------------------- | ------------------- | ------------------- | ------------------- | ------------------- | ------------------- | ------ |
| Malek Jaziri | Simple messieurs | Jo-Wilfried Tsonga 6\|5\|3 4\|7\|6 | -                   | -                   | -                   | -                   | -                   | -                   | -                   | -      |
| Ons Jabeur   | Simple dames     | Daria Kasatkina 6\|6\|1 3\|7\|6    | -                   | -                   | -                   | -                   | -                   | -                   | -                   | -      |

### Tennis de table
| Athlète      | Compétition | Tour préliminaire | 1er tour         | 2e tour          | 3e tour          | 4e tour          | Quarts de finale | Demi-finales     | Finale           | Finale |
| Athlète      | Compétition | Adversaire Score  | Adversaire Score | Adversaire Score | Adversaire Score | Adversaire Score | Adversaire Score | Adversaire Score | Adversaire Score | Rang   |
| ------------ | ----------- | ----------------- | ---------------- | ---------------- | ---------------- | ---------------- | ---------------- | ---------------- | ---------------- | ------ |
| Safa Saidani | Simple      | Dina Meshref 0-4  | -                | -                | -                | -                | -                | -                | -                | -      |

### Tir
Qualifiée au niveau continental, Olfa Charni participe à deux épreuves.
| Athlète     | Compétition                         | Qualification | Qualification | Finale | Finale |
| Athlète     | Compétition                         | Points        | Rang          | Points | Rang   |
| ----------- | ----------------------------------- | ------------- | ------------- | ------ | ------ |
| Olfa Charni | Pistolet à 10 m air comprimé femmes | 384           | 9             | -      | -      |
| Olfa Charni | Pistolet à 25 m femmes              | DNF           | 40            | -      | -      |

### Voile
| Athlète                                | Compétition  | Rang | Course | Course | Course | Course | Course | Course | Course | Course | Course | Course | Course | Course | Course | Points | Points |
| Athlète                                | Compétition  | Rang | 1      | 2      | 3      | 4      | 5      | 6      | 7      | 8      | 9      | 10     | 11     | 12     | CM     | Total  | Nets   |
| -------------------------------------- | ------------ | ---- | ------ | ------ | ------ | ------ | ------ | ------ | ------ | ------ | ------ | ------ | ------ | ------ | ------ | ------ | ------ |
| Youssef Akrout                         | Laser        | 34   | 21     | 29     | 34     | 26     | 38     | 32     | 37     | 35     | 16     | 27     | -      | -      | -      | -      | 257    |
| Ines Gmati                             | Laser radial | 30   | 28     | 23     | 31     | 23     | 21     | 31     | 19     | 26     | 31     | 34     | -      | -      | -      | -      | 235    |
| Rihab Hammami (en) et Hédi Gharbi (en) | Nacra 17     | 20   | 18     | UFD    | 18     | DNF    | 19     | 20     | 20     | 18     | 20     | 19     | 18     | 20     | -      | -      | 211    |